# S/S Otto Petersen
S/S Otto Petersen var ett danskt ångfartyg. Hon byggdes år 1930 på skeppsvarvet i Helsingör åt rederiet Vendila i Köpenhamn, tillsammans med systerfartygen S/S E M Dalgas och S/S P N Dahm.
Den 12 januari 1945 gick S/S Otto Petersen på en mina vid Vesthagen fyr utanför Svelvik i Drammensfjorden på resa mellan Drammen och Horten i Norge. Hon sjönk efter ha sprängts i två delar och en person avled. Fartyget bärgades och reparerades året efter på Nakskov Skibsværft.
År 1953 byggdes S/S Otto Petersen, och systerfartygen, om från kol- till oljedrift och 10 april 1954 såldes hon till Compania Naviera Haverbeck & Skalweit i Valdivia, Chile för 125 000 £ (GBP) och döptes om till Tornagaleones. Fartyget skrotades i Chile någon gång mellan 1969 och 1971.